# Parmalat
Parmalat S.p.A. est une entreprise italienne spécialisée dans le domaine des produits laitiers, détenue par l'entreprise française Lactalis.
Son activité éparpillée dans le monde entier inclut au moins 140 centres de production, elle emploie plus de 15 000 employés et de son activité dépendent 5 000 fermes italiennes.

## Histoire
La société a été fondée par Calisto Tanzi qui, en 1961, ouvrit une petite laiterie à Collecchio à proximité de Parme. Au cours des années 1970, la forte demande de lait à longue conservation permit à Parmalat d'accroître sa part de marché. Dans les années 1990, après sa mise en bourse, la société commence à acquérir un grand nombre de sociétés en Europe, en Amérique latine et en Afrique pas forcément liées au secteur alimentaire. Ainsi en Italie, Parmalat acquiert le club de football Parme FC, le groupe de villages touristiques ParmaTour et le réseau de télévision Odeon TV.

### L'affaire Parmalat

#### Le scandale
Parmalat a été secouée par un scandale financier fin 2003 qui l'a obligée à déclarer banqueroute. Par un décret du ministère des Activités productives, une grande partie des sociétés du groupe a été admise à la procédure d'administration extraordinaire pour les grandes entreprises en crise et Enrico Bondi a été nommé commissaire extraordinaire.
L'affaire Parmalat est une affaire financière italienne qui porte sur un trou de 14 milliards d'euros dans les comptes de l'entreprise Parmalat en 2003. Il s'agit d'un des scandales financiers « les plus retentissants » en Europe. 
Environ 135 000 épargnants italiens ont vu leurs économies englouties dans le krach de Parmalat, en décembre 2003. Avant sa faillite, Parmalat employait plus de 36 000 personnes dans 30 pays. 
Calisto Tanzi et son directeur financier, Fausto Tonna, avaient créé six sociétés écrans au Grand-Duché du Luxembourg, à l'aide de prête-noms. 
Le film L'Empire des Rastelli s'inspire en partie de ces faits.

#### Les procès de Milan et de Parme
Le procès de Milan porte sur des manipulations des cours boursiers de l'action Parmalat. Dans une première étape (procédure négociée), Fausto Tonna, le bras droit de Calisto Tanzi, et dix autres personnes ont été condamnés à des peines allant de 10 mois à deux ans et demi de prison ferme. Calisto Tanzi est condamné fin 2008 à dix ans de prison notamment pour « manipulation de cours de Bourse », une peine confirmée en appel en mai 2009. Le cabinet d'audit Grant Thornton, devenus depuis Italaudit, est condamné à une amende de 240 000 euros et à la confiscation de 455 000 euros. En 2007, le cabinet d'audit principal Deloitte et Touche avait accepté de verser 149 millions de dollars à Parmalat afin qu'en contrepartie, la société abandonne l'ensemble de ses enquêtes et poursuites judiciaires menées notamment aux Etats-Unis.
Le procès Parmalat s'est ouvert le 5 juin 2006 au tribunal de Parme. Calisto Tanzi est condamné en 2010 à 18 ans de prison notamment pour « banqueroute frauduleuse et association de malfaiteurs ». Quatorze autres ex-dirigeants sont également condamnés dont Fausto Tonna, qui se voit infliger 14 ans de prison, et Giovanni Tanzi, frère de Calisto, qui est condamné à 10 ans et demi. 
La responsabilité des banques Citigroup, Deutsche Bank, Morgan Stanley et Bank of America accusées d'avoir vendu des obligations Parmalat aux épargnants afin de se rembourser alors qu'elles savaient que le groupe était insolvable, a fait l'objet d'un autre procès à Milan.

### Le rachat par Lactalis
En 2011, le groupe Lactalis a acquis 29 % du groupe Parmalat par l'achat de 15,3 % de fonds d'investissement Zenit, Skagen et MacKenzie  et pour le reste avec le soutien de la Société générale et du Crédit agricole (qui détient Cariparma).
Le 8 juillet 2011, Lactalis prend le contrôle de Parmalat avec 83,3 % du capital, Parmalat étant jugée intéressante par son bon positionnement pour le lait de consommation.
En mai 2012, Parmalat acquiert les activités de Lactalis American Group (Lag).
En novembre 2018, Kraft Heinz annonce la vente de certaines de ses activités fromagères au Canada à Parmalat, incluant les marques Cracker Barrel, P’tit Québec et aMOOza, pour un montant de 1,23 milliard de dollars.

## Parmalat dans le monde

### Présence directe
| - Italie - Portugal - Roumanie - Russie - Australie - Botswana | - Canada - Colombie - Cuba - Équateur - Mozambique | - Nicaragua - Paraguay - Afrique du Sud - Lesotho* - Swaziland - Venezuela - Zambie |

### Présence par licence

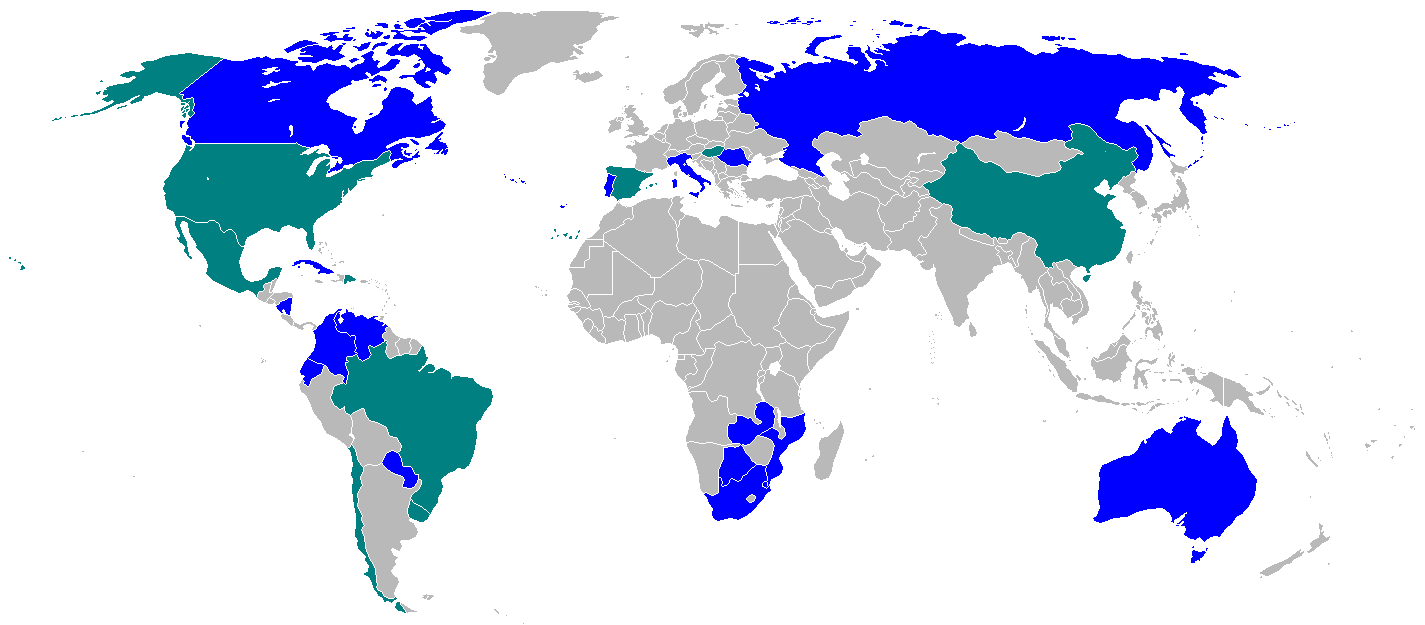
Parmalat dans le monde : en bleu, présence directe, en vert, présence par licence.

- Brésil
- Chili
- Chine
- Mexique
- République dominicaine
- Espagne
- États-Unis
- Hongrie
- Uruguay
- France